# ウム・サラルSC
ウム・サラルSC（アラビア語: نادي أم صلال الرياضي、英語: Umm-Salal Sports Club）は、カタールの行政区ウンム・サラールにホームを置くサッカークラブである。
アラビア語における発音はウンム・サラール だが日本語記事では慣用表記としてウム・サラルとなっていることが多い。
2008年に初めてのタイトルとなるアミール・カップを獲得し、これによりAFCチャンピオンズリーグ2009の出場権を得た。クラブが専用のスタジアムを所有していない為か、または地理的な要因かは不明だが、国内リーグ戦のホームゲームはドーハにあるアル・ガラファスタジアムを、ACLでは同じくドーハのカタールSCスタジアムを使用している。

## タイトル

### 国内タイトル
- アミール・カップ：1回
  - 2008
- シェイク・ジャシムカップ：1回
  - 2009

### 国際タイトル
なし

## 歴代監督
- ローラン・バニド 2008
- ジェラール・ジリ 2008-2010,2012
- ヘンク・テン・カテ 2010-2011
- ベルトラン・マルシャン 2012-2013
- アラン・ペラン 2013
- ジェラール・ギリ　2013
- ビュレント・ウイグン 2013-2016
- タラール・エル＝カルクーリー 2017-2018

## 歴代所属選手
- ファビオ・セザール 2006-2010,2013-2016
- サブリ・ラムシ 2007-2009
- ムサ・エンディアイエ 2008
- アラ・フバイル 2008-2009
- マグノ・アウベス 2008-2010, 2012
- ニバウド 2008-2009
- ダヴィ 2009-2011

- ガブリ 2010-2011
- マリオ・メルヒオット 2010-2011
- カボレ 2011-2014
- ムハンマド・アッ＝サイイド -2012
- ムラド・メグニ 2011-2012
- エル＝カルクーリー 2011-2012
- サーシャ・オグネノヴスキ 2012-2014